# 영국공주 (당 경종)
영국공주 이씨(寧國公主 李氏, ? ~ 880년? 또는 881년?)는 당나라 후기 ~ 말기의 공주로, 경종의 딸이다.
출생연도와 본명·배항(排行, 형제자매의 순서) 및 생모는 알 수 없으며, 생애·봉작 시기 및 혼인 여부 등등에 대해서도 알려진 바 없다.

## 행적
건부 4년(877년), 희종은 공주들이 도성 밖에 거주하면서 상당한 민폐를 끼치고 있다 하여, 고모 안강공주(安康公主) 및 종자매 영흥공주(永興公主)·영국공주·천장공주(天長公主) 자매와 흥당공주(興唐公主)에게 흥경궁으로 돌아와 거처하도록 하라는 내용의 조서를 내렸다.
영국공주는 광명 연간(880 ~ 881)에 죽었다.

### 내용주
1. ↑  목종의 딸. 당시에는 여도사로 있었다.[1][2]
2. ↑  이상 3명의 공주들은 모두 경종의 딸들이다.[1][2]
3. ↑  문종의 딸.[1][2]
4. ↑  《신당서》 권83에는 남내(南內)라고 하였는데, 이는 흥경궁의 별칭이다. 자세한 사항은 흥경궁 문서를 참고하라.

### 참조주
1. 1 2 3 4 5 6 7 8 9  구양수 외, 《신당서》  권83 열전 제8 여러 황제들의 공주들(諸帝公主).
2. 1 2 3 4 5  왕부, 《당회요》  권6 공주.